# Gergely Gyurta
Gergely Gyurta (Budapest, 21 settembre 1991) è un ex nuotatore ungherese.

## Palmarès

### Competizioni internazionali
| Anno | Manifestazione          | Sede       | Evento      | Risultato | Prestazione | Note |
| ---- | ----------------------- | ---------- | ----------- | --------- | ----------- | ---- |
| 2009 | Europei giovanili       | Praga      | 1500 m sl   | Oro       | 15'14"39    |      |
| 2009 | Europei giovanili       | Praga      | 400 m misti | Argento   | 4'18"62     |      |
| 2010 | Mondiali in vasca corta | Dubai      | 1500 m sl   | Bronzo    | 14'31"47    |      |
| 2012 | Europei                 | Debrecen   | 1500 m sl   | Bronzo    | 15'04"38    |      |
| 2013 | Europei in vasca corta  | Herning    | 1500 m sl   | Oro       | 14'30"26    |      |
| 2017 | Universiadi             | Taipei     | 1500 m sl   | Bronzo    | 15'01"11    |      |
| 2017 | Europei in vasca corta  | Copenaghen | 400 m misti | Bronzo    | 4'03"36     |      |